# Joe Wieskamp
Joseph Hinman "Joe" Wieskamp (Muscatine, Iowa; 23 de agosto de 1999) es un jugador de baloncesto estadounidense que pertenece a la plantilla de los South East Melbourne Phoenix de la NBL Australia. Con 1,98 metros de estatura, juega en la posición de escolta o alero.

## Trayectoria deportiva

### Universidad
Jugó tres temporadas con los Hawkeyes de la Universidad de Iowa, en las que promedió 13,2 puntos, 5,8 rebotes y 1,5 asistencias por partido. En su primera temporada promedió 11,1 puntos y 4,9 rebotes, siendo incluido en el mejor quinteto freshman de la Big Ten Conference. Al término de la misma se declaró elegible para el draft de la NBA, pero no contrató agente, y finalmente decidió continuar en la universidad.
En su temporada sophomore acabó promediando 14,0 puntos y 6,1 rebotes por encuentro, con un porcentaje de tiros libres del 85,6%, líder de la conferencia. Con esos números, la prensa y los entrenadores lo colocaron en el tercer mejor quinteto de la Big Ten.
El 10 de febrero de 2021, Wieskamp registró 26 puntos y 10 rebotes, el máximo de su temporada júnior, en la victoria 79-66 contra Rutgers. Acabó promediando 14,8 puntos y 6,6 rebotes por partido, siendo incluido en el segundo mejor quinteto de la conferencia. El 14 de abril de 2021, Jones se declaró elegible para el draft de la NBA, renunciando al año universitario que le correspondería.

#### Estadísticas
| Año     | Equipo | PJ | PT | MPP  | %TC  | %3P  | %TL  | RPP | APP | ROB | TPP | PPP  |
| ------- | ------ | -- | -- | ---- | ---- | ---- | ---- | --- | --- | --- | --- | ---- |
| 2018–19 | Iowa   | 35 | 35 | 27.7 | .488 | .424 | .767 | 4.9 | 1.1 | .9  | .5  | 11.1 |
| 2019–20 | Iowa   | 31 | 31 | 32.5 | .427 | .347 | .856 | 6.1 | 1.6 | 1.0 | .5  | 14.0 |
| 2020–21 | Iowa   | 31 | 31 | 29.3 | .491 | .462 | .677 | 6.6 | 1.7 | .9  | .3  | 14.8 |
| Total   | Total  | 97 | 97 | 29.7 | .467 | .412 | .771 | 5.8 | 1.5 | .9  | .4  | 13.2 |

### Profesional
Fue elegido en la cuadragésimo primera posición del Draft de la NBA de 2021 por los San Antonio Spurs, con los que disputó las ligas de verano de la NBA. El 7 de septiembre los Spurs anunciaron la firma de un contrato dual con el jugador, que le permite jugar además en los Austin Spurs de la G League. El 4 de marzo de 2022, consigue un contrato estándar. Y en agosto renueva con los Spurs por dos temporadas y $4,4 millones. Pero fue cortado el 17 de octubre antes del inicio de la temporada.
El 3 de noviembre de 2022 fue incluido en la lista de jugadores de Wisconsin Herd después de firmar contrato con el equipo de la G League.
El 7 de enero de 2023 firmó un contrato de diez días con los Toronto Raptors, el 17 de enero un segundo contrato de diez días, regresando el 27 de enero a los Herd, y firmando un contrato multi-anual el 11 de febrero. Luego disputó la NBA Summer League con el equipo, pero fue cortado el 17 de julio.
El 14 de agosto de 2023 firmó con los Dallas Mavericks, pero fue despedido el 14 de octubre. El 9 de noviembre de 2023 fue incluido en la lista de la noche inaugural de los Texas Legends.
El 12 de febrero de 2024 fue adquirido por los Maine Celtics en un intercambio de tres equipos que también incluyó a los Ontario Clippers.
El 8 de julio de 2024 fichó por los South East Melbourne Phoenix de la NBL Australia.

## Estadísticas de su carrera en la NBA

### Temporada regular
| Año     | Equipo      | PJ | PT | MPP | %TC  | %3P  | %TL  | RPP | APP | ROB | TPP | PPP |
| ------- | ----------- | -- | -- | --- | ---- | ---- | ---- | --- | --- | --- | --- | --- |
| 2021-22 | San Antonio | 29 | 0  | 7.1 | .357 | .326 | .538 | .5  | .3  | .1  | .1  | 2.1 |
| 2022-23 | Toronto     | 9  | 0  | 5.6 | .214 | .250 | —    | .4  | .3  | .0  | .0  | 1.0 |
| Total   | Total       | 38 | 0  | 6.7 | .329 | .309 | .538 | .5  | .3  | .1  | .1  | 1.8 |